# Hittisauer Straße
Die Hittisauer Straße (L 205) ist eine Landesstraße in Österreich. Sie ist 16,4 km lang und führt von der Bregenzerwaldstraße (L 200) und damit dem Tal der Bregenzer Ach zur deutschen Grenze. Benannt ist die Straße nach der Gemeinde Hittisau, der einwohnerreichsten Gemeinde an der Strecke.
Zwischen Müselbach (Ortsteil von Alberschwende) und Lingenau quert die Hittisauer Straße die Bregenzer Ach mit der Lingenauer Hochbrücke, einer der größten Bogenbrücken Österreichs.

## Geschichte
1870 wurde die Straße zwischen Aach und Hittisau als Konkurrenzstraße erbaut.
Die Hittisauer Straße gehörte zwischen dem 1. September 1971 und dem 1. April 2002 zum Netz der Bundesstraßen in Österreich.